# Achilles Reintjens
Achilles Reintjens (Antwerpen, 15 mei 1895 - 30 juni 1977) was een Belgisch onderwijzer, syndicalist en politicus voor de BSP.

## Levensloop
Reintjens, onderwijzer van beroep, werd secretaris van het Syndicaat van het Antwerps Onderwijzend Personeel (SAOP). Deze vakbond werd gekenmerkt door radicalisme en antiklerikalisme. De verstandhouding met de in 1927 gestichte krant De Socialistische Strijd was groot. Deze krant werd uitgegeven door socialistische dissidenten, voornamelijk uit vakbondskringen, die strijd voerden tegen socialistische regeringsdeelname en tegen het in 1921 tussen Kamiel Huysmans (BWP) en Frans Van Cauwelaert (UCB) gesloten historisch akkoord over de Antwerpse scholen. Toen de voormannen van deze richting in 1928 uit de Belgische Werkliedenpartij werden gesloten, nam Reintjens uit protest ontslag.
Na de Tweede Wereldoorlog draaide Reintjens zich weer volledig naar de BSP. In de vakbond was hij verantwoordelijk voor de hervorming van ASOD naar ACOD en werd hij voorzitter van het ABVV regio Antwerpen. Ook toen behoorde hij nog tot de socialisten die samenwerking met de communisten niet ongenegen waren.
Van 1958 tot 1970 was hij gemeenteraadslid van Antwerpen en in 1961 werd hij provinciaal senator voor de provincie Antwerpen, een mandaat dat hij vervulde tot in 1965.